# NOFX
NOFX(노에프엑스)는 1983년 캘리포니아주 로스앤젤레스에서 결성된 미국의 펑크 록 밴드이다. 보컬리스트이자 베이시스트인 팻 마이크, 기타리스트 에릭 멜빈, 드러머 에릭 샌딘은 밴드의 독창적인 창립자이자 모든 음반에 참여한 최장수 멤버이다. 엘 헤프는 1991년 리드 기타와 트럼펫을 연주하기 위해 밴드에 합류하여 현재의 라인업을 마무리했다.
NOFX의 주류 성공은 1990년대 동안 펑크 록에 대한 관심이 증가하면서 동시에 이루어졌지만, 많은 동시대 사람들(배드 릴리전, 그린 데이, 오프스프링 포함)과는 달리, 그들은 메이저 레이블에 계약된 적이 없다. NOFX는 14개의 스튜디오 음반과 16개의 확장된 플레이, 그리고 다수의 7인치 싱글을 발매했다. 이 밴드는 미국 음반 산업 협회의 골드 인증을 받은 유일한 음반인 《Punk in Drublic》(1994년)으로 인기를 얻었다. 그들의 최신 음반인 《Single Album》은 2021년 2월 26일에 발매되었다. 이 그룹은 전 세계적으로 8백만 장 이상의 음반을 판매하여 역대 가장 성공적인 독립 밴드 중 하나가 되었다. NOFX는 《NOFX: 백스테이지 패스포트》라는 제목의 퓨즈 TV에서 자체 프로그램을 방송한다.

## 음반 목록
스튜디오 음반
- Liberal Animation (1988)
- S&M Airlines (1989)
- Ribbed (1991)
- White Trash, Two Heebs and a Bean (1992)
- Punk in Drublic (1994)
- Heavy Petting Zoo (1996)
- So Long and Thanks for All the Shoes (1997)
- Pump Up the Valuum (2000)
- The War on Errorism (2003)
- Wolves in Wolves' Clothing (2006)
- Coaster (2009)
- Self Entitled (2012)
- First Ditch Effort (2016)
- Single Album (2021)
- Double Album (2022)